# Epiwubana jucunda
Epiwubana jucunda là một loài nhện trong họ Linyphiidae. Loài này được phát hiện ở Chile.